# Максаківський монастир
Максаківський монастир — колишній оборонний православний монастир у с. Максаки, на Чернігівщині, втрачений архітектурний ансамбль в стилі українського бароко, знищений комуністами в 1930–1950-х роках.

## Географія
Монастир розташований на лівому березі Старої Десни, у яку впадає річка Лош.

## Історія
Максаківський монастир було засновано приблизно у середині XVI століття. У грамоті XVII століття є така згадка: «Біля перевозу максаківського, де старожитнє городище, монастир там колись, знать ще за Москви був».
Під час московсько-польських воєн 1609–1618 років монастир зазнав руйнувань. Проте вже 1642 року ченці Трубчевського монастиря відновили в обителі релігійне життя. Не бажаючи бути під правлінням московського царя, вони прийшли на Сіверщину і звернулися до київського воєводи Адама Киселя з проханням надати їм землі для відновлення релігійного життя.
Адам Кисіль надав ченцям свої маєтки біля Максаків, подарувавши також Максаки та 4 сусідніх села. Спершу у монастирі було зведено дерев'яну церкву.

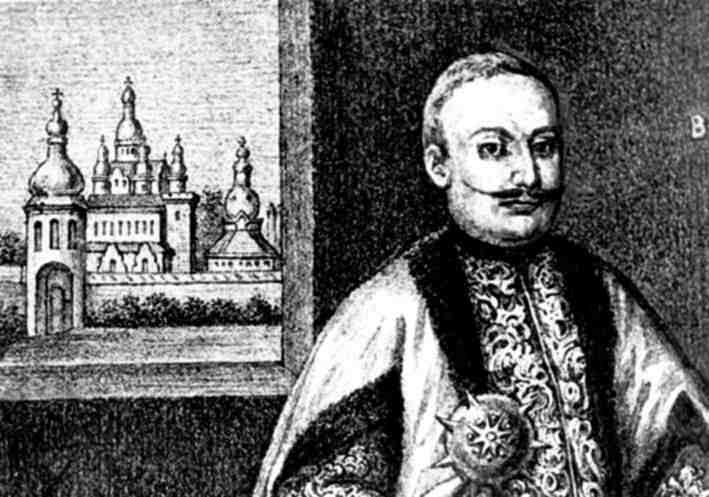
Фрагмент портрету Адама Кисіля на тлі Максаківського монастиря

Універсалами гетьмана Богдана Хмельницького від 15 травня та 16 травня 1651 року, виданим під час перебування гетьмана у таборі під Зборовом, заборонено козакам порушувати володіння Максаківського Спасо-Преображенського монастиря, а також про підпорядкування холмських, ядужинських, пральничанських, височанських, красноставських і максаківських селян Максаківському Спасо-Преображенському монастиреві.
1653 року розпочалося будівництво мурованого Спасо-Преображенського собору - першим українським бароковим великим храмом Лівобережної України.
Універсалом та наказом гетьмана Богдана Хмельницького від 11 жовтня 1654 року, виданими під час перебування гетьмана у Білій Церкві, підтверджено право монастиря на села Холми, Ядутин, Прачі, Високе, Красностав та Максаки, а також заборонено ніжинському наказному полковникові Іванові Золотаренку перешкоджати Максаківського Спасо-Преображенського монастиреві у володінні цими селами.
Собор зводився за першого (1642-1665) ігумена монастиря Іоасафа Осиповського.
З кінця XVII століття триває розбудова монастиря. Впродовж 1669-1680 років навколо монастиря було збудовано кам'яну огорожу, оточену валами та ровами. Над входом до монастиря була зведена двоярусна дзвіниця.
На початку XVIII століття було збудовано двоповерхову муровану монастирську трапезну із Введенською церквою.
З 1776 року в цьому монастирі мешкав Константинопільський патріарх Серафим, який утік з Османської імперії від утисків з боку мусульман.
У 1768 році за часів правління Катерини II разом з Домницьким монастирем був закритий і Максаківський, майно та землі вилучено на користь держави. З 1768 по 1803 р. тут розміщувався притулок для душевнохворих. За допомогою монахів в Максаках була побудована Петропавлівська церква, яку було освячено в 1790 році.
1803 року монастир було відновлено як одновірський монахами зі Стародубу. Одновірцями у Російській імперії називалися старообрядці, що зберігаючи свої релігійні традиції, переходили під юрисдикцію Російської православної церкви. В 1811 році в трапезній Введенської церкви встановлений новий іконостас. 
У 1820 році в монастирі сталася велика пожежа.  Протягом десяти років йшла реконструкція. Був розроблений новий генеральний план за проектом чернігівського губернського архітектора Антона Карташевського, а у центральному соборі за проектом І. Шевцова встановлений новий іконостас в стилі класицизму. Головний храм став п’ятибанний з двома вежами на фасаді (схожий на Троїцький собор в Чернігові). Внаслідок відновлювальних робіт собор позбувся барокових бань, отримавши нові, у стилі класицизму. Також до собору з західного боку було прибудовано притвор. Пізніше, у 1870-х роках, дзвіниця була надбудована ще двома ярусами і також отримала нове завершення бані.
Після пожежі та відновлення монастиря обитель змінила свій статус, а саме з 1829 року монастир став жіночим і діяв під назвою - Максаківський Свято-Троїцький монастир.
З початком інтервенції російських більшовиків у 1918 році діяльність монастиря починає згасати. У вересні 1919 монастир під тимчасовим контролем Добровольчої армії. На початку 1920-х років монастир було закрито. У 1922 році Сосницьке управління народної освіти видало розпорядження взятти на облік і охорону художньо-історичні цінності Максаківського монастиря. З цього часу починається систематичне розграбування художньо-історичних цінностей та нищення споруд монастирського комплексу. 
За комуністичного окупаційного режиму1930 – 1950-х років будівлі монастиря, в першу чергу храми, розбираються на будматеріали. З деякої частини із них була збудована школа у райцентрі. З монастирської бібліотеки було вивезено кілька возів книг «на поруб», тобто – на спалення. В радянський час свого часу тут існував телятник та птахоферма. Після розпаду колгоспної системи територія монастиря стала пусткою. Територія колишнього монастиря приваблює «чорних археологів».
До сьогодні збереглися лише рештки оборонних мурів, будинок ігумені та корпуси келій, а також дзвіниця без куполу. В районному краєзнавчому музеї зберігається псалтир 1871 року та Троїцька ікона в Районній художній галереї, які походять з монастиря.
В 1950-1970 роках колгосп Іскра влаштував на території колишнього монастиря майданчик для худоби. Вціліли приміщення служили бійнею для забою худоби.
На відміну від більшості закритих у радянські часи монастирів Чернігівщини Максаківський монастир досі не відновився. Однак починаючи з початку 2010-х років існують наміри відродити обитель.
У зв'язку з розвитком туристичної галузі Меншини, Максаківський монастир включений в один із вело маршрутів: Мена – Максаки – Луки – Куковицьке – Куковичі – Мена, загальною протяжністю 34 км.

## Опис
Максаківський монастир розташований на лівому березі річки Лош, на південний схід села Максаки, Чернігівщина.
Час заснування монастиря відноситься до початку або першої половини XVII століття. Виникнення пов’язують з створенням тут монахами перевозу через Десну. Саме на подібному перевозі виник сусідній Макошинський Миколаївський монастир. Цьому також сприяло вдале розміщення Максаківського монастиря на підвищенні. Під час повеней вода повністю оточувала будівлі обителі що робила його майже не підступним для ворога.
В архітектурі собору відчувається вплив західного (литовського та польського) та українського бароко. Монастир мав також значення фортифікаційної споруди. В період з 1669 по 1672 навколо монастиря зведені укріплення із рову та земляного валу і дубових стін «клітей». З’являється кам’яна надбрамна башта – трьохярусна дзвіниця. Закладається регулярна прямокутна композиція монастиря 115 x 140 м. Дане планування мало назву «квадрат в квадраті». Симетрично по периметру внутрішнього парадного двору розміщувалися корпуси келій, трапезна та господарські будівлі. Внутрішній квадрат був відкритий для паломників, а зовнішній, де була господарська зона, тільки для мешканців монастиря. Всі господарські будівлі внутрішнього двору мали наскрізні проходи в господарську частину. Схоже планування має Троїцький монастир в Чернігові. 
З середини XVII століття в монастирі розгортається будівництво комплексу монастиря з каміню, але на 1680-ті роки більшість будівель все ще залишаються дерев’яними. Через постійну загрозу татарських набігів спочатку гетьман Дем’ян Многогрішний від 1 червня 1669, а пізніше у 1672 році гетьман Іван Самойлович видають універсали, за якими ігумен Ієремія Ширкевич мав посилити фортифікаційні споруди. Дерев’яні стіни були замінені на цегляні вже за наступника Ширкевича – Дмитра Туптала в 1681 – 1682 роках. Оборонна стіна периметром більше 500 метрів мала висоту 4,26 м. і товщиною 1,15 м. Цегляна стіна була органічно приєднана до старішої дзвіниці.
В 1665-1681 роках ігуменом монастиря був Ієрімія Ширкевич, після нього - Димитрій Туптало у 1681-1682 роках. 
У 1760-х роках власність обителі розподілялися по сотнях Ніжинського та Чернігівського полків. У першій Борзенській сотні це були землі та домогосподарства посполитих в Адамівці (11 дворів), селах Сидорівка та Ховми (по 23 господарства) та Ядути (1 двір). У другій Борзенській сотні монастир володів дворами у селах Красний Став (5 дворів) та Прачі (11 дворів). Найбільше  дворів монастирю належало у селі Високому (59 господарств), що знаходилось у Шаповалівській сотні. У селі Берестовець Веркіївської сотні монастир мав приїжджий двір. Загалом в селах Ніжинського полку у монастирському володінні знаходилося 134 господарства.
Безпосередньо в Максаках монастирю належали 2 шинки, 74 господарства підданих, а також орні землі площею на 24 дні (≈21 га). Але вони не оброблялися через тривале підтоплення внаслідок деснянських повеней. В околицях Максаків на Десні знаходилися два наплавних (лодейних) монастирських млини, які мали по одному каменю та працювали лише влітку. На переправі через річку діяли два пороми, за користування якими монастир щорічно отримував прибутку до 200 рублів. Загалом у другій половині XVII – на початку XVIII століть Максаківський монастир переживав свій розквіт. Зростала площа земельних угідь та кількість дворів, які монастир отримував від представників козацького, духовного станів та інших мешканців навколишніх населених пунктів шляхом купівлі, через дарчі записи, заповіти або боргові зобов’язання.
За описом 1767 року на території монастиря було два храми - Спасо-Преображенський собор та Введенська церква. Спасо-Преображенський собор мав три нави та п'ять куполів. Введенська церква була однокупольною, але двоповерховою. Також поруч розміщувалися житлові та господарчі будівлі - трапезна, келії. Територія монастиря була оточена стіною чотирьохкутної форми з баштами та дзвіницею над воротами.
Дзвіниця була зведена одночасно з мурами як надвратна. Перший ярус датується кінцем XVII століття. Другий ярус - споруджено внаслідок перебудов 1829 та 1850 років. За структурою подібна до дзвіниці Крупицько-Батуринського монастиря: повторює класичний тип дерев'яних дзвіниць - восьмерик та четвертику, увінчаний бароковим куполом (до нашого часу не зберігся). Основний матеріал споруди камінь. Стіни розділені багатоступінчастими профільйованими нішами та отворами. Відомо, що трьохярусна дзвіниці мала бійниці для відбиття ворожих атак.

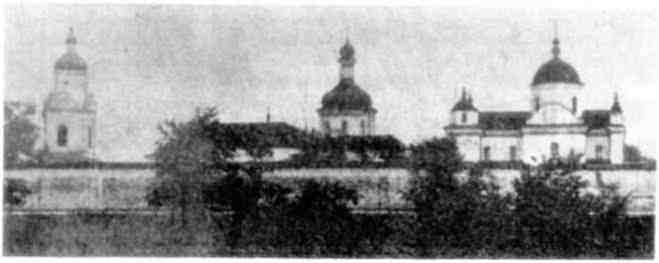
Максаківський монастир. Вигляд з півдня. Фото початку XX століття

В 1930-х роках комплекс споруд монастиря був майже повністю розібраний. Від нищення вціліли лише рештки стіни, дзвіниці, корпус келії (дім ігумені), споруджений в середині XIX століття. Це трьохкамерна будівля побудована в стилі пізнього класицизму, де крім витягнутих арочних наличників (лиштвів) не було жодних декоративних елементів.
Рештки монастиря разом з природнім оточенням створюють архітектурно-ландшафтний комплекс.

## Значення
Максаківський монастир є важливим сакрально-фортифікаційних комплексом доби Гетьманщини. Вивчення його історії та археології має значення для розуміння як формування монастирів загалом, так і їхніх окремих споруд (соборних храмів і дзвіниць). Спасо-Преображенський собор Максаківського монастиря був новаторським архітектурним витвором: започаткував важливу групу українських храмів доби Гетьманщини. В ньому відроджено композицію міських і монастирських мурованих храмів Київської Русі. Водночас тут помітні впливи литовського і польського бароко. Храми цього типу відомі тільки в українському мурованому будівництві й не мають ні прототипів, ні наслідувань у народній монументальній архітектурі. Цю композицію пізніше розвинув Троїцький собор Троїцько-Іллінського монастиря в Чернігові.
Втрата монастирських споруд є непоправною. Це ланка, без якої картина розвитку української архітектури неповна й деформована. Через це, збереження навіть зруйнованих залишків монастиря є важливим завданням.

## Галерея

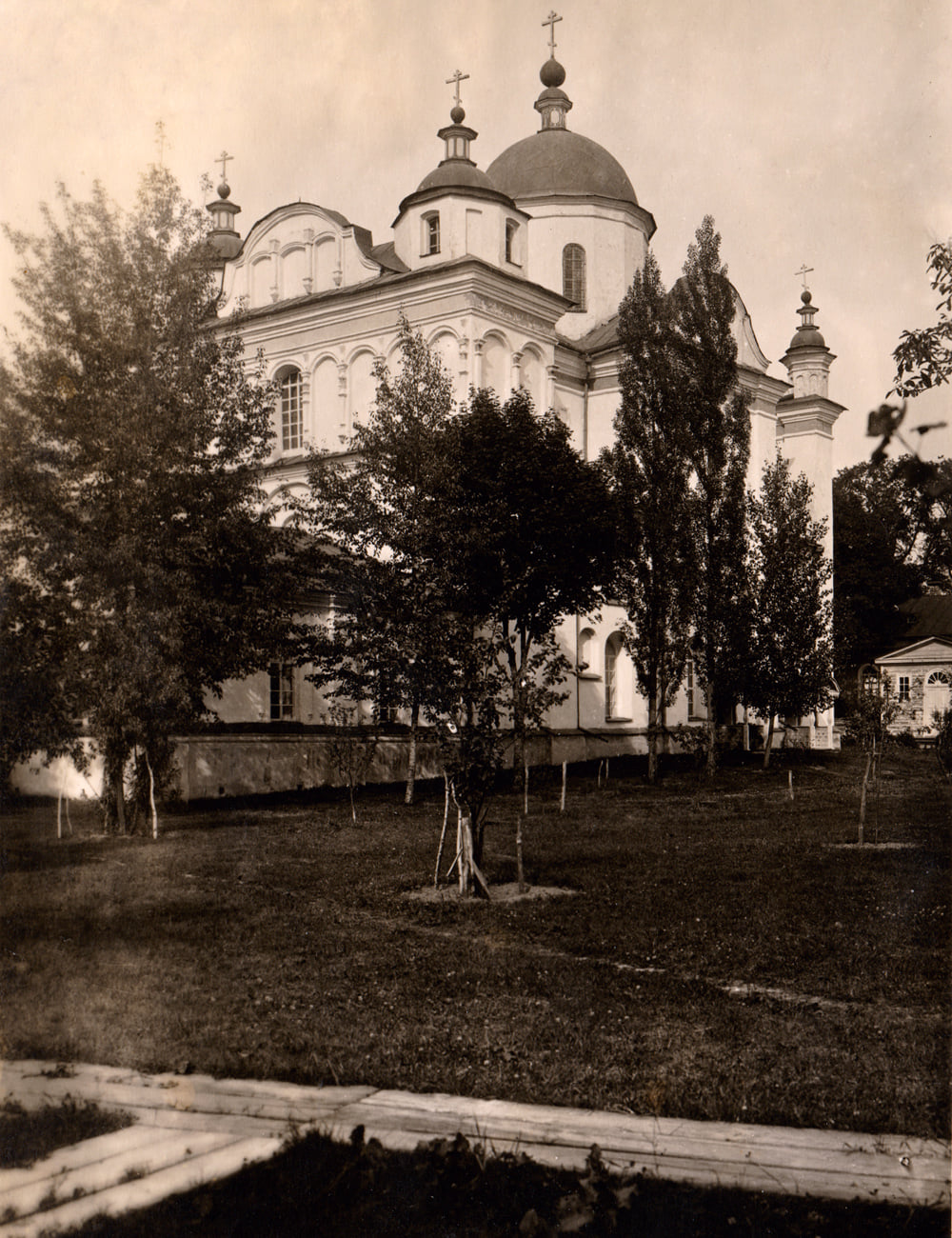
Загальний вигляд Спасо-Преображенського собору з південного заходу  (світлина кінця XIX століття)
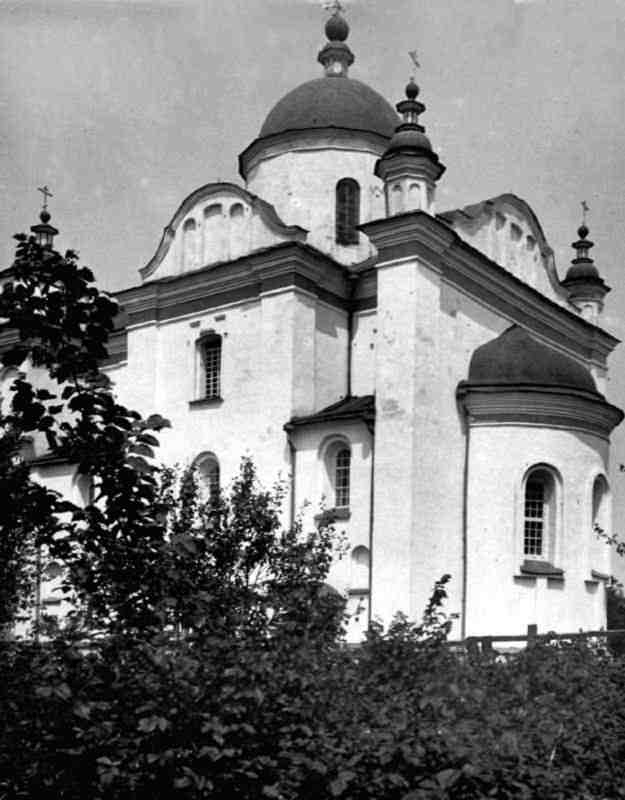
Вигляд собору з південного сходу (світлина кінця XIX століття)
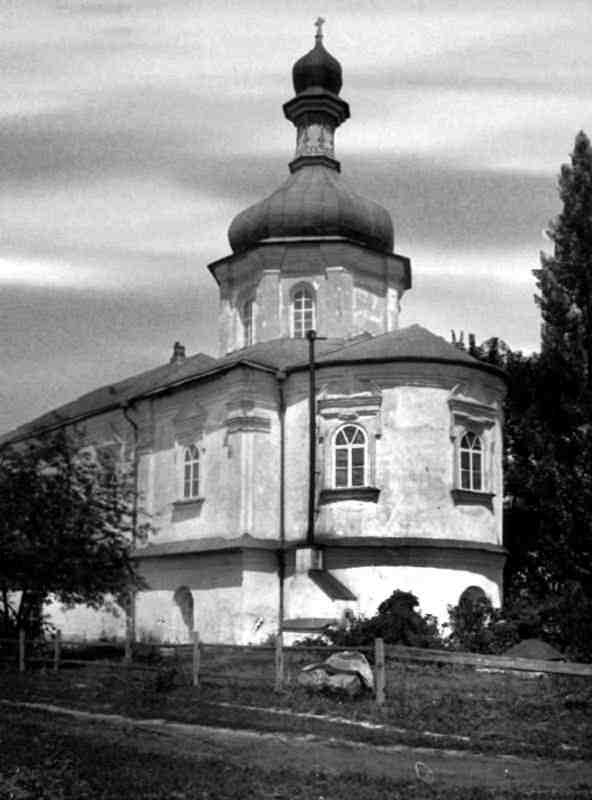
Введенська трапезна церква (світлина 1920-х років)
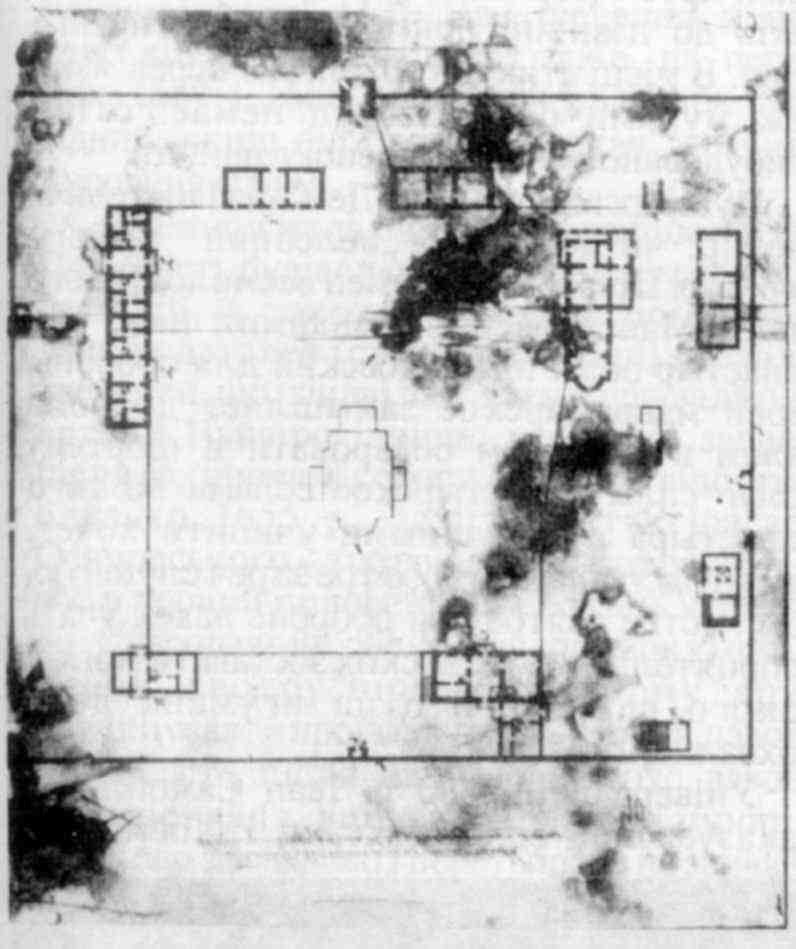
План монастиря (перша половина XIX століття)

## Цікаві факти
У монастирі знайшов свій останній прихисток (і скоріше за всього закінчив свій земний шлях) менський сотник  - Гнат Васильович Сахновський.
Відомо більше десяти ігуменів Максаківського монастиря, деякі з них - Калліст Меновський, Іосиф Бєліцький, Гедеон Марковський, Іоасаф Квітницький та Ігнатій Бузановський поховані в обителі.